# Barbara Freire-Marreco
Barbara Freire-Marreco (ur. 1879, zm. 1967) – brytyjska antropolożka, absolwentka pierwszego rocznika antropologii na Uniwersytecie Oksfordzkim (1908).           

## Życiorys
Przyszła na świat w St Mawes w Kornwalii. Rodzina pochodziła z Portugalii. Dzieciństwo spędziła w Horsell w Surrey. W sześć tygodni samodzielnie nauczyła się greki w takim stopniu, że mogła zacząć studia. W 1902 podjęła studia klasycystyczne w Lady Margaret Hall. W 1904 otrzymała nagrodę Sedgwicka za znajomość łaciny. W 1905 z wyróżnieniem zdała grekę i łacinę. 
Kiedy w 1906 nie dostała stypendium w Sommerville, zainteresowana antropologią, rozpoczęła studia m.in. u Johna Lintona Myresa i Henry'ego Balfoura na Uniwersytecie Oksfordzkim. Jednocześnie dostała stypendium w London School of Economics jako studentka zatrudnionego tam prof. Hobhouse'a. W 1908 była jedną z dwójki pierwszych absolwentów antropologii w Oksfordzie (drugim absolwentem był mężczyzna), ale tylko ona dostała wyróżnienie. Publikowała w czasopiśmie "Man" (tam w 1909 ukazała się jej praca dyplomowa), wygłaszała publiczne odczyty. W czasie prac nad dyplomem pracowała w Muzeum Pitta Riversa. Po ukończeniu studiów nadal była związana z instytucją (łącznie przekazała jej 845 eksponatów m.in. z Kanady, Chin, Kongo, Cypru, Francji, Niemiec, Indii, Włoch, Meksyku, Czarnogóry, Maroko, Holandii, Nigerii, Polski, Portugalii, Rosji, Hiszpanii, Tanzanii, Turcji, Ukrainy i USA). W latach 1909–1910 na polecenie Henry'ego Balfoura skatalogowała kolekcję amuletów i magicznych przyrządów w Muzeum Pitta Riversa. 
W latach 1909–1913 otrzymała stypendium badawcze w Somerville College w Oksfordzie, gdzie badała naturę władzy przywódców i władców w niecywilizowanych społeczeństwach. W 1911 jako pierwsza kobieta wygłosiła serię wykładów dla studentów antropologii na Uniwersytecie w Oksfordzie. Zatytułowała je Samorządy Indian Peublo pod administracją hiszpańską i amerykańską. Badania nad tym tematem prowadziła w terenie przez kilka lat, uczestnicząc w obozie namiotowym badaczy ze School of American Archaeology w El Rito de los Frijoles. Nauczyła się języka tewa, by porozumiewać się z miejscowymi. Zebrane w latach 1910–1913 materiały na temat ludności Pueblo opublikowano w 1916 w Ethnobotany of the Tewa Indians. 
Z powodu przywiązania do rodziny wielokrotnie odrzucała oferty pracy w Stanach Zjednoczonych.
W czasie I wojny światowej była sekretarką Kryzysowego Komitetu Wojennego w Woking. Zadaniem komitetu była mobilizacja kobiet do pomocy. Barbara organizowała wiece, na których rekrutowano pomocników oraz zbierano dary żywnościowe i koce. Pomagała załatwić opiekę medyczną żonom i rodzinom żołnierzy oraz marynarzy. Stworzyła system przyjmowania zgłoszeń o pomoc, zatrudnienie i wsparcie finansowe. W 1916 dołączyła do Wojennego Departamentu Wywiadu Handlowego przy Wydziale Blokady w Ministerstwie Spraw Zagranicznych Wielkiej Brytanii z siedzibą w Londynie. Wybrano ją zapewne ze względu na znajomość języka hiszpańskiego. Tłumaczyła gazety i korespondencję, sprawdzała wiarygodność dokumentacji. W 1917 przeprowadziła się do Oksfordu. Została sekretarką w Barnett House, instytucji uczelnianej zajmującej się pomocą mieszkańcom miasta w trudnej sytuacji. Organizowała wykłady i konferencje, zbierała książki na temat problemów społecznych i gospodarczych, prowadziła szkolenia, robiła sondaże wśród mieszkańców. W ostatnich miesiącach wojny wróciła do Westminsteru.
W dniu 21 kwietnia 1920 w Woking w hrabstwie Surrey wyszła za mąż za Charlesa Aitkena. Poznała go w czasie pracy w Wojennym Departamencie Wywiadu Handlowego. Przez kilka lat podróżowali pod Europie, spędzili czas m.in. w Hiszpanii, gdzie Barbara prowadziła prace badawcze. W 1928 małżonkowie przeprowadzili się do Horsell nieopodal Woking w hrabstwie Hampshire.
Od 1907 Barbara była członkinią Królewskiego Instytutu Antropologicznego (Royal Anthropological Institute). Od 1926 była członkinią Towarzystwa Folklorystycznego, w latach 1926–1928 jego sekretarką. Prowadziła bogatą korespondencję. W latach 1912–1929 była redaktorką Notes and Queries in Anthropology. Po ślubie, używając nazwiska męża, publikowała recenzje książek i krótkie teksty w czasopismach naukowych. Napisała dłuższy artykuł o wierzeniach religijnych rdzennych Amerykanów, ale zdecydowanie działała na mniejszą skalę niż przed 1920. W 1923 wygłosiła cykl wykładów w University College London. Potem krótko wykładała na Oksfordzie. W 1959 badała procesy lokalizacji i relokacji folkloru. Wyniki badań opublikowała w czasopismach naukowych.
Po II wojnie światowej zachorowała na artretyzm, poruszała się na trójkołowym wózku. Mieszkała w Broughton z mężem, który zmarł w 1963.